# Land Systems OMC
Land Systems OMC est une société sud-africaine, créée en 1977, qui produit une gamme de véhicules blindés en service dans de nombreux pays dans le monde notamment les forces armées américaines, canadiennes et sud-africaines.
C'est actuellement une division du groupe sud-africain Denel SOC Ltd.
La mention OMC vient de l'acronyme de la société sud-africaine Olifant Manufacturing Co., plus connue pendant son existence. L'entreprise originale a été créée en 1977 spécifiquement pour la modernisation du char Olifant pour l'armée sud-africaine.

## Les changements de propriétaires

### Reunert
L'existence de O.M.C. en tant que société indépendante a été de courte durée. Très rapidement elle a été reprise par le groupe Reunert, qui la transforme en une division appelée Reumech OMC. C'est sous ce nom que OMC a connu le développement de son véhicule le plus prolifique qui a servi durant les opérations de combat pendant la guerre en Angola de la Force de Défense Sud Africaine. En 1997, Reunert hérite de TFM Industries.
Les véhicules fabriqués par l'entreprise durant cette période comprennent les véhicules blindés Rooikat et Eland Mk7 et le châssis 6x6 utilisé pour l'obusier Denel G6, en plus des véhicules de transport de troupes blindés MRAP Okapi, Mamba et Casspir en Afrique du Sud.

### Vickers
Après la fin de l'apartheid et la réadmission de l'Afrique du Sud sur la scène internationale en 1994, un certain nombre de sociétés étrangères de l'industrie de la défense ont manifesté un intérêt pour le rachat de la société. C'est le groupe britannique Vickers, filiale de Rolls-Royce, qui l'emporte et renomme la société Vickers OMC.

### Alvis
En 2002, Rolls-Royce revend la division défense de Vickers au groupe britannique Alvis, ancienne filiale de British Leyland, en incluant OMC. Poursuivant la tradition, Alvis a renommé l'entreprise en Alvis OMC.

### BAE Systems
En 2004, le conseil d'administration d'Alvis approuve une offre publique d'achat pour 309 millions de £ivres par la société américaine General Dynamics. BAE Systems, qui détenait 29 % d'Alvis, surenchérit à 355 M £. La démarche est considérée comme une défense contre un concurrent étranger. David Mulholland du Jane's Defence Weekly a écrit : « Je ne crois pas que BAE espère gagner de l'argent grâce à cet accord », qualifiant l'opération de stratégique plutôt que commerciale. L'offre est acceptée par les actionnaires.
En septembre 2004, BAE annonce la création de BAE Systems Land Systems, une nouvelle société regroupant les filiales de BAE, BAE Systems RO Defence et Alvis Vickers. Alvis Vickers devient BAE Systems Land Systems (Weapons & Vehicles) Limited, une filiale de BAE Systems Land Systems. En 2005, le rachat de United Defense conduit à la création de BAE Systems Land & Armaments.

### Denel SOC LTD
En avril 2015, le conglomérat de défense public sud-africain Denel finalise le rachat de Land Systems South Africa auprès de BAE Systems et de DGD Technologies. Denel reprenf la participation de 75 % de BAE pour 641 millions de rands (53 M US$). Le rachat a coûté 855 millions de rands en incluant l'achat de la participation de 25 % de DGD Technologies.

## Véhicules

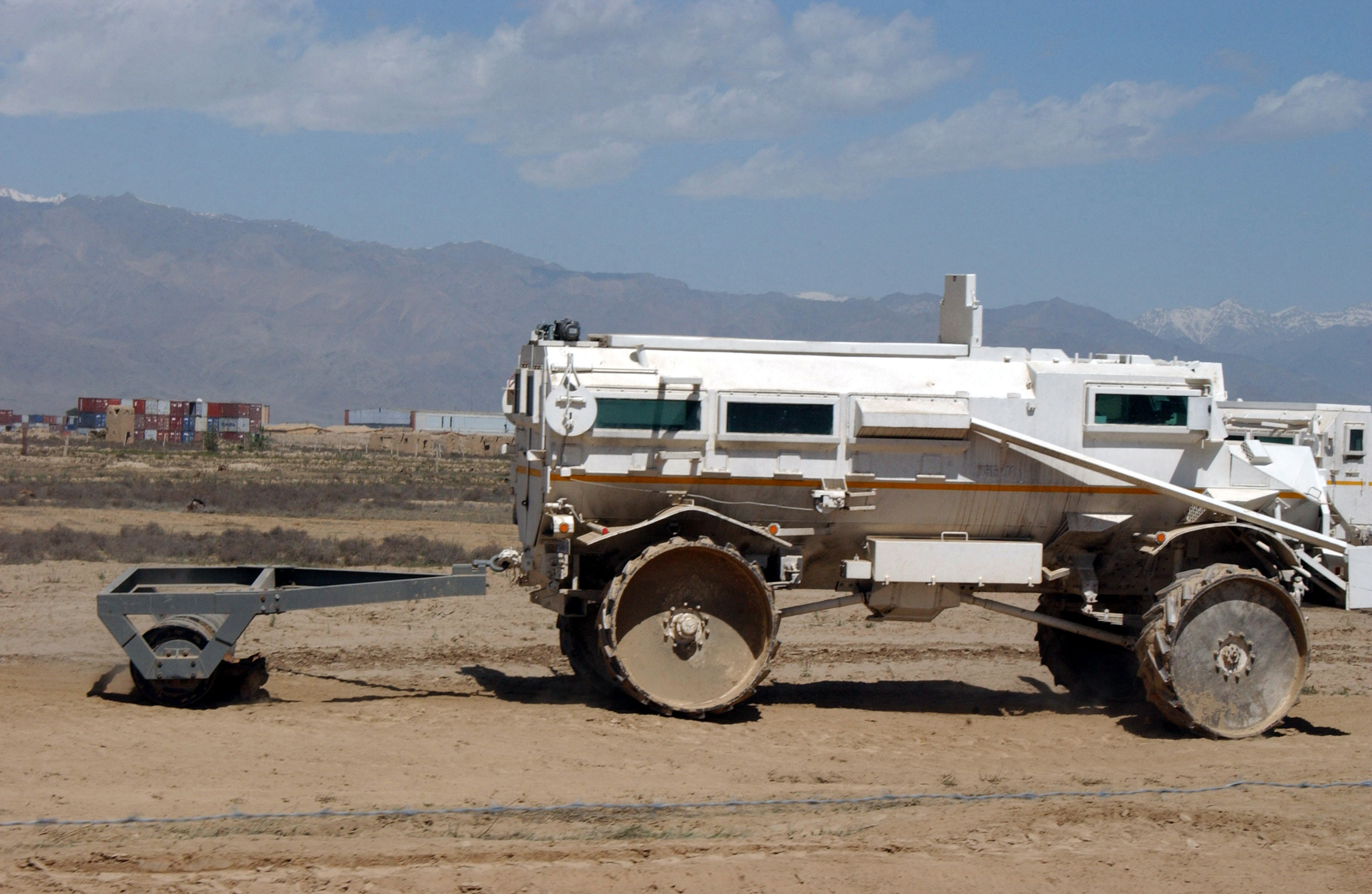
Casspir en action anti mines en Afghanistan

### Transporteurs blindés de troupes (APC)
Plusieurs modèles de véhicules OMC ont été utilisés avec succès en Angola et en Namibie pendant la guerre de la frontière sud-africaine. Ce conflit difficile nécessitait une grande mobilité ainsi qu'une protection contre les mines antichars. L'APC Casspir a été un des pionniers pour l'utilisation de coques soudées pour assurer une protection du plancher du véhicule contre les mines.
Les véhicules blindés modernes de transport de troupes OMC ont été acquis par de nombreuses forces de maintien de la paix internationales, en raison du niveau de protection contre les mines offert ainsi que de la facilité d'entretien et de la manœuvrabilité des TTB à roues.
Les pays et les organisations qui utilisent ces véhicules sont entre autres l'Afrique du Sud, le Canada, les Nations unies, les États-Unis, la Suède et l'Academi (ex Blackwater Security).
Les véhicules OMC :
- Casspir - 4x4, première version introduite dans les années 1980.
- Mamba , 4x4, équipage de 12.
- RG-12 - 4x4 pour la lutte anti-émeute, équipage de 8 à 12 hommes.
- RG-31 Nyala - 4x4, équipage de 10 hommes.
- RG-32 Scout - 4x4, équipage de 5 hommes.
- RG Outrider - 4x4, équipage de 4 hommes.
- RG-33 - 4x4 ou 6x6.
- iKlwa - version modernisée du Ratel IFV, véhicule de combat d'infanterie.

### Véhicule à déploiement rapide
Véhicule de déploiement rapide, véhicule 4x4 transportable par avion pour les forces aéroportées et spéciales.

### Véhicule blindé de combat (VMB)
Rooikat - véhicule militaire blindé à 8 roues armé d'un canon de 76 mm. Véhicule en service dans l'armée sud-africaine. Une version avec un canon de 105 mm est également disponible.

### Obusier automoteur
Obusier G6, véhicule de combat d'infanterie à 6 roues de 155 mm. Land Systems OMC fabrique le véhicule de base, le canon et la tourelle sont construits par Denel Land Systems.